# Гранцин
Гранцин (нем. Granzin) — община в Германии, в земле Мекленбург-Передняя Померания.
Входит в состав района Пархим. Подчиняется управлению Эльденбург Любц. Население составляет 489 человек (на 31 декабря 2012 года). Занимает площадь 22,91 км².
Коммуна подразделяется на 5 сельских округов: Баленраде, Бекендорф, Гранцин, Гревен и Линденбек.
Первое упоминание деревни Гранцин относится к 3 ноября 1235 года.